# Arnao Esterlin
Arnao Esterlin (Flandes, 1510 - Asunción, 1593) fue un conquistador flamenco, partidario del capitán Domingo Martínez de Irala como teniente de gobernador de Asunción.

## Biografía
Nacido en Flandes, Esterlín arribó al Río de la Plata como pistolero de la expedición de Pedro de Mendoza. Era hijo de Cristóbal Esterlin (Osterling) y Ana Bersthin, alemanes. Tuvo tres hijos naturales con una nativa de Asunción. Su hijo Rodrigo de Esterlín casó con Juana de Solórzano, hija de Zoilo de Solórzano, (conquistador vizcaíno).